# Дьяченко, Дмитрий Дмитриевич
Дмитрий Дмитриевич Дьяченко (1881 — после 1925) — русский офицер, герой Первой мировой войны, участник Белого движения.

## Биография
Потомственный почетный гражданин.
Среднее образование получил в Киевской 1-й гимназии, полный курс которой окончил в 1900 году. В 1904 году окончил Киевское военное училище, откуда выпущен был подпоручиком в 13-й саперный батальон.
Произведен в поручики 1 октября 1907 года. 21 июня 1908 года переведен в 1-й Восточно-Сибирский саперный батальон. Произведен в штабс-капитаны 1 октября 1911 года. 7 сентября 1912 года назначен старшим адъютантом штаба инспектора инженерных войск Приамурского военного округа. 28 июня 1914 года отчислен от должности с переводом в 4-й Сибирский саперный батальон.
С началом Первой мировой войны, 24 ноября 1914 года переведен в 2-ю Сибирскую отдельную саперную роту. Удостоен ордена Св. Георгия 4-й степени
За то, что в бою в ночь с 11 на 12 января 1915 года на участке позиции у г. дв. Боржимов под сильным и действительным огнем противника, лично руководил командой сапер при контр-атаке захваченной немцами нашей траншеи, отстоявшей от нашего окопа на 80 шагов, причем брошенными ручными гранатами подбил 2 находившихся в траншеях пулемета противника и причинил неприятелю значительные потери; затем, в ночь с 13 на 14 января, лично руководя командой сапер, ручными гранатами выбил противника из участков нашей сапы, при явной опасности под действительным огнем немцев и дал возможность нашей пехоте занять сапу; в ночь же с 14 на 15 января, опять руководя там же действиями команды сапер, брошенными ручными гранатами вызвал панику среди захвативших нашу траншею немцев, чем вполне обеспечил успех контр-атаки 272-го пехотного Гдовского полка; при этом как план атаки, так и способ ее производства был принят по его предложению.
Произведен в капитаны 3 июня 1915 года «за отличия в делах против неприятеля». 1 октября 1916 года переведен в 34-й саперный батальон, позднее состоял в инженерной роте 102-й пехотной дивизии. Произведен в подполковники 7 августа 1917 года.
В Гражданскую войну участвовал в Белом движении, в Вооруженных силах Юга России и Русской армии — в инженерных частях, полковник. Эвакуировался из Севастополя на корабле «Херсонес». На 18 декабря 1920 года — во 2-й роте Саперного батальона Технического полка в Галлиполи.
Осенью 1925 года — командир Технического батальона в Болгарии. Дальнейшая судьба неизвестна. Был женат.

## Награды
- Орден Святого Станислава 3-й ст. «за отлично-усердную службу и труды, понесенные во время военных действий» (ВП 27.04.1907)
- Орден Святой Анны 3-й ст. (ВП 12.03.1911)
- Орден Святого Георгия 4-й ст. (ВП 18.05.1915)
- Орден Святого Владимира 4-й ст. с мечами и бантом (ВП 2.06.1915)
- мечи и бант к ордену Св. Станислава 3-й ст. (ВП 1.04.1916)
- Орден Святого Станислава 2-й ст. с мечами (ВП 1.08.1916)
- Орден Святой Анны 2-й ст. с мечами (ВП 18.11.1916)